# 안성 대농리 석불입상
안성 대농리 석불입상(安城 大農里 石佛立像)은 대한민국 경기도 안성시 대덕면 대농리에 있는 석불입상이다. 1983년 9월 19일 경기도의 문화재자료 제46호로 지정되었다.

## 개요
경기도 안성시 대덕면 대농리에 있는 ‘미륵부처’라 불리는 높이 2.2m의 석불입상으로 하반신이 땅에 묻혀 있다.
머리에는 중절모 비슷한 모자를 쓰고 있으며, 타원형의 얼굴은 이목구비가 단정하게 표현된 원만한 인상이다. 귀는 어깨까지 길게 늘어져 있고, 옷은 양 어깨를 감싸고 있다. 오른손은 가슴에서 보병(寶甁)의 입구를 잡고 있으며, 왼손은 보병의 아래를 받치고 있는 모습이다.

## 참고 문헌
- 안성대농리석불입상 - 국가유산청 국가유산포털